# 한카호

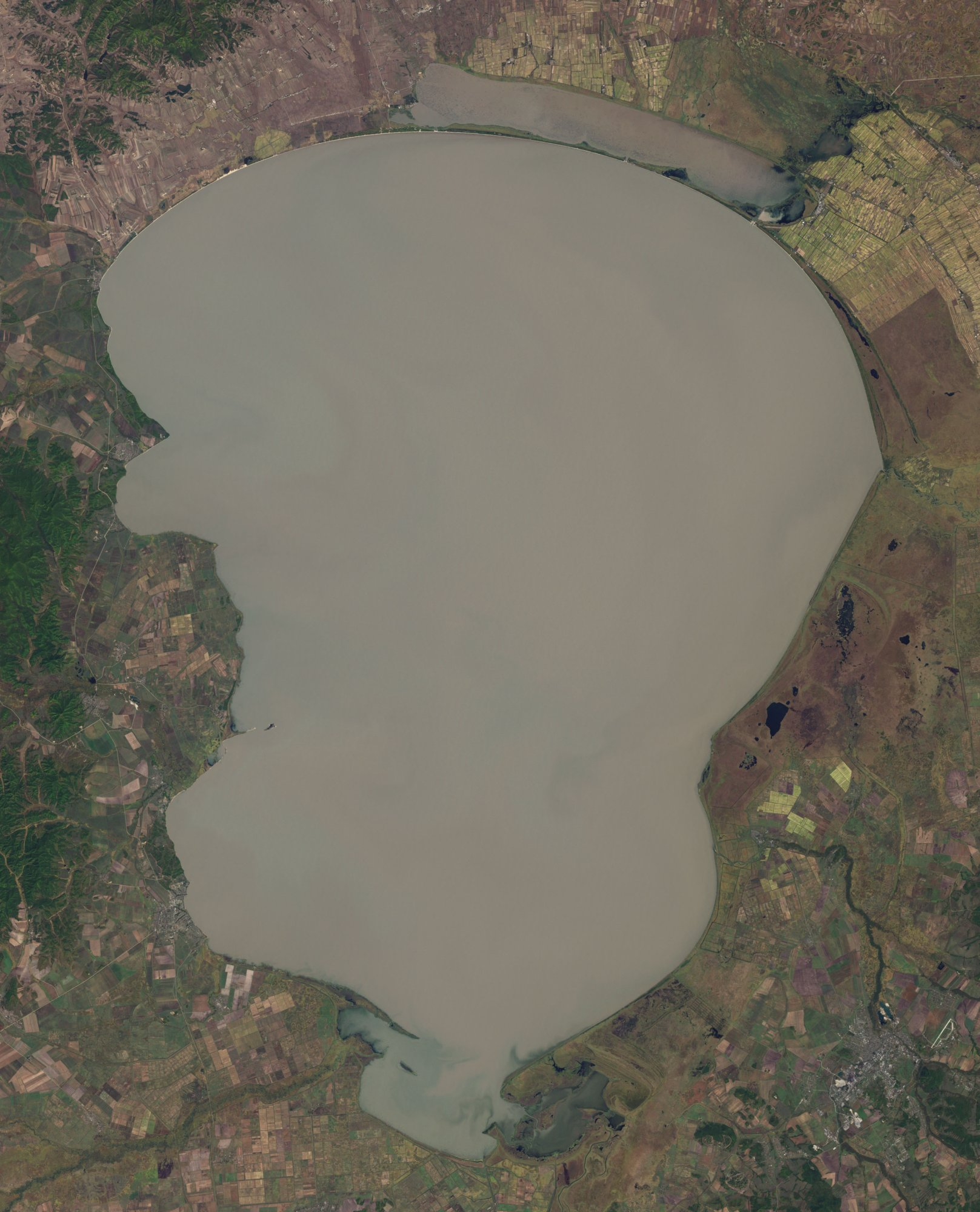
한카 호의 위성 사진

한카 호(러시아어: о́зеро Ха́нка) 또는 싱카이 호(흥개호, 중국어 정체자: 興凱湖, 간체자: 兴凯湖, 병음: Xīngkǎi Hú)는 중국 북동지역 (헤이룽장성(黑龍江省))과 러시아(프리모르스키 지방) 사이에 위치한 호수이다.
호수 면적은 4,190 km2인데, 이 중 3,030 km2는 러시아에, 1,160 km2는 중국에 접해 있다. 호수 주변은 귀중한 생태계가 남아 있는 세계적으로도 중요한 습지대로, 중국 측에는 싱카이호 국가급 자연 보호구가 러시아 측에는 한카호 수자연 보호구가 있으며, 1996년에 양국 정상이 호수의 자연 보호에 대해 공동 보호 협정을 체결했다.
또 양국의 자연 보호구는 함께 람사르 협약 등록지이다. 철새의 도래지이고 두루미와 재두루미의 중요한 번식지이다. 그 밖에도 많은 멸종 위기종인 들새·양서류·파충류·곤충 등이 서식하며 제 3기의 식물군이나 철갑상어 등 많은 담수어류, 아무르 호랑이 등도 적지만 서식하고 있다. 호수는 과학 조사(철새 등의 조사) 외에 자연 보호, 생태관광 등으로도 주목받고 있다.
신당서에 따르면 발해가 다스릴 때에는 동평부 타주에 속하였으며 미타호(湄沱湖)로 불렸다고 전한다.

## 관련 자료

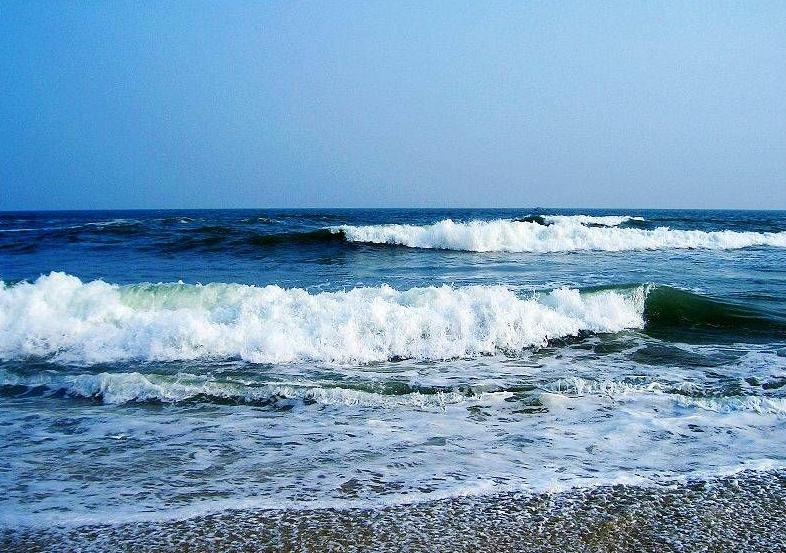
한카호

한카호는 호수의 북쪽, 중극 측의 높이 10m의 사구에 의해 나뉜 크고 작은 2개의 호수를 일컫는 총칭이다. 호안은 북서쪽 이외에는 습지대이다.
한카호에 흘러 들어오는 수계(水界)의 범위(분수계)는 약 16,890km2의 충적평야이고 그중 97%는 러시아의 영토이다. 호수의 면적은 4,000 ~ 4,400km2로 중국 동북 지방의 최대 호수이다. 호수에는 23개의 강(8개는 중국으로부터, 15개는 러시아로부터)이 흘러들고 있으며 남쪽의 러시아 측에서는 이들 하천이 한카호에 들어가기 전에 대습지대(이리스타야 강 습지대)를 이루지만, 나가는 강은 중국과 경계를 이루는 쑹아차강(송가체 강) 뿐이다. 호수의 평균 깊이는 4.5m이고 최대 수심은 10.6m이다. 호수의 수량은 평균 18.3km3이고 최대 수량은 22.6km3이다. 호수는 쑹아차강(송가체강)로 통하고 우수리강 수계, 나아가서는 아무르강 수계에 속하기 때문에, 북쪽의 오호츠크해까지 흐르고 있다.
연중 최고 기온은 21.2도이고 최저 기온은 -19.2도이다. 비는 통상적으로 하절기에 내리며 연 강수량은 750 mm정도이다.